# فران تورس
فران تورس گارسیا ((به اسپانیایی: Ferran Torres García)؛ زاده ۲۹ فوریهٔ ۲۰۰۰) یک بازیکن فوتبال حرفه‌ای اهل اسپانیا است که به عنوان مهاجم یا وینگر برای باشگاه فوتبال بارسلونا در لالیگا و تیم ملی اسپانیا بازی می‌کند.

## دوران فوتبالی
تورس در سال ۲۰۰۶ در سن ۶ سالگی به تیم جوانان والنسیا پیوست. در ۱۵ اکتبر ۲۰۱۶، در حالی که هنوز نوجوان بود، اولین بازی خود را در لیگ سگوندا دیویسیون بی در رده بزرگسالان با تیم ذخیره والنسیا انجام داد و به عنوان بازیکن جانشین در باخت خانگی ۲–۰ مقابل مایورکا بی به میدان رفت.
او برای تیم بزرگسالان والنسیا اولین بازی حرفه‌ای خود را در سال ۲۰۱۸ در برد خانگی ۴–۱ در کوپا‌ دل‌ ری مقابل رئال ساراگوسا انجام داد. او در سال ۲۰۲۰ والنسیا را به مقصد منچستر سیتی ترک کرد. و پس از آن به باشگاه بارسلونا پیوست.

## آمار ملی

### بازی‌های ملی
تا تاریخ ۶ مه ۲۰۲۵
| اسپانیا | اسپانیا | اسپانیا | اسپانیا |
| سال     | بازی    | گل      | پاس گل  |
| ------- | ------- | ------- | ------- |
| ۲۰۲۰    | ۷       | ۴       | ۰       |
| ۲۰۲۱    | ۱۵      | ۸       | ۱       |
| ۲۰۲۲    | ۱۳      | ۳       | ۱       |
| ۲۰۲۳    | ۵       | ۳       | ۱       |
| ۲۰۲۴    | ۸       | ۳       | ۰       |
| ۲۰۲۵    | ۱       | ۰       | ۰       |
| مجموع   | ۴۹      | ۲۱      | ۳       |

### گل‌های ملی
| شماره | تاریخ           | میزبان         | بازی ملی | حریف      | نتیجه | رقابت                             |
| ----- | --------------- | -------------- | -------- | --------- | ----- | --------------------------------- |
| ۱     | ۶ سپتامبر ۲۰۲۰  | مادرید         | ۲        | اوکراین   | ۴–۰   | لیگ ملت‌های اروپا ۲۱–۲۰۲۰          |
| ۲     | ۱۷ نوامبر ۲۰۲۰  | سویل           | ۷        | آلمان     | ۶–۰   | لیگ ملت‌های اروپا ۲۱–۲۰۲۰          |
| ۳     | ۱۷ نوامبر ۲۰۲۰  | سویل           | ۷        | آلمان     | ۶–۰   | لیگ ملت‌های اروپا ۲۱–۲۰۲۰          |
| ۴     | ۱۷ نوامبر ۲۰۲۰  | سویل           | ۷        | آلمان     | ۶–۰   | لیگ ملت‌های اروپا ۲۱–۲۰۲۰          |
| ۵     | ۲۸ مارس ۲۰۲۱    | تفلیس          | ۹        | گرجستان   | ۲–۱   | مقدماتی جام جهانی ۲۰۲۲            |
| ۶     | ۳۱ مارس ۲۰۲۱    | سویل           | ۱۰       | کوزوو     | ۳–۱   | مقدماتی جام جهانی ۲۰۲۲            |
| ۷     | ۲۳ ژوئن ۲۰۲۱    | سویل           | ۱۴       | اسلواکی   | ۵–۰   | جام ملت‌های اروپا ۲۰۲۰             |
| ۸     | ۲۸ ژوئن ۲۰۲۱    | کپنهاگ         | ۱۵       | کرواسی    | ۵–۳   | جام ملت‌های اروپا ۲۰۲۰             |
| ۹     | ۵ سپتامبر ۲۰۲۱  | باداخوس        | ۱۹       | گرجستان   | ۴–۰   | مقدماتی جام جهانی ۲۰۲۲            |
| ۱۰    | ۸ سپتامبر ۲۰۲۱  | پریشتینا       | ۲۰       | کوزوو     | ۲–۰   | مقدماتی جام جهانی ۲۰۲۲            |
| ۱۱    | ۶ اکتبر ۲۰۲۱    | میلان          | ۲۱       | ایتالیا   | ۲–۱   | مرحله نهایی لیگ ملت‌های اروپا ۲۰۲۱ |
| ۱۲    | ۶ اکتبر ۲۰۲۱    | میلان          | ۲۱       | ایتالیا   | ۲–۱   | مرحله نهایی لیگ ملت‌های اروپا ۲۰۲۱ |
| ۱۳    | ۲۶ مارس ۲۰۲۲    | کرنیا د یبرگات | ۲۳       | آلبانی    | ۲–۱   | دوستانه                           |
| ۱۴    | ۲۳ نوامبر ۲۰۲۲  | دوحه           | ۳۲       | کاستاریکا | ۷–۰   | جام جهانی ۲۰۲۲ قطر                |
| ۱۵    | ۲۳ نوامبر ۲۰۲۲  | دوحه           | ۳۲       | کاستاریکا | ۷–۰   | جام جهانی ۲۰۲۲ قطر                |
| ۱۶    | ۱۲ سپتامبر ۲۰۲۳ | گرانادا        | ۳۶       | قبرس      | ۶–۰   | مقدماتی جام ملت‌های اروپا ۲۰۲۴     |
| ۱۷    | ۱۲ سپتامبر ۲۰۲۳ | گرانادا        | ۳۶       | قبرس      | ۶–۰   | مقدماتی جام ملت‌های اروپا ۲۰۲۴     |
| ۱۸    | ۱۹ نوامبر ۲۰۲۳  | وایادولید      | ۴۰       | گرجستان   | ۳–۱   | مقدماتی جام ملت‌های اروپا ۲۰۲۴     |
| ۱۹    | ۵ ژوئن ۲۰۲۴     | باداخوس        | ۴۱       | آندورا    | ۵–۰   | دوستانه                           |
| ۲۰    | ۲۴ ژوئن ۲۰۲۴    | دوسلدورف       | ۴۴       | آلبانی    | ۱-۰   | جام ملت های اروپا ۲۰۲۴            |
| ۲۱    | ۸ سپتامبر ۲۰۲۴  | ژنو            | ۴۸       | سوئیس     | ۴-۱   | لیگ ملت های اروپا ۲۵-۲۰۲۴         |

## افتخارات

### باشگاهی
- قهرمانی در کوپا دل ری ۱۹–۲۰۱۸ به همراه والنسیا
- قهرمانی در لیگ برتر فوتبال انگلستان ۲۱–۲۰۲۰ به همراه منچستر سیتی
- قهرمانی در جام اتحادیه فوتبال انگلستان ۲۰۲۰ به همراه منچستر سیتی
- نایب قهرمانی در لیگ قهرمانان اروپا ۲۱–۲۰۲۰ به همراه منچستر سیتی
- قهرمانی در لا لیگا ۲۳–۲۰۲۲ به همراه بارسلونا
- قهرمانی در سوپرکاپ لالیگا به همراه بارسلونا سال ۲۰۲۳ و ۲۰۲۵
- ملی*
- قهرمانی لیگ ملت های اروپا ۲۱-۲۰۲۰

- قهرمانی جام ملت های اروپا ۲۰۲۴